# Los Aguirres de Arriba
Los Aguirres de Arriba är en ort i Mexiko.   Den ligger i kommunen San Juan de los Lagos och delstaten Jalisco, i den centrala delen av landet, 400 km nordväst om huvudstaden Mexico City. Los Aguirres de Arriba ligger 1 803 meter över havet och antalet invånare är 120.
Terrängen runt Los Aguirres de Arriba är en högslätt, och sluttar västerut. Runt Los Aguirres de Arriba är det ganska tätbefolkat, med 65 invånare per kvadratkilometer. Närmaste större samhälle är San Juan de los Lagos, 8,7 km söder om Los Aguirres de Arriba. Trakten runt Los Aguirres de Arriba består till största delen av jordbruksmark.